# داروره
داروره (به انگلیسی: Darorra) یک منطقهٔ مسکونی در پاکستان است که در خیبر پختونخوا واقع شده‌است.